# Oury
Oury (u Orri, u Odelrico) fue obispo de Orleans entre 1022 y 1033. Sucedió en esta función a su pariente Thierry II de Orlaans, destituido como consecuencia del caso de los herejes de Orleans, en la Navidad de 1022.
Oury era, como su hermano Isembart, hijo de Rainard, señor de Broyes y Pithiviers. Por parte de su madre Heloise era sobrino del conde Odón II de Blois y de Roger I de Blois, obispo de Beauvais y guardián de los sellos del rey de Francia.
Cuando el obispo de Orleans Fulco I murió en 1012, Oury, candidato para la sucesión, fue apoyado por su poderoso tío Odón II de Blois. Orleans era ciertamente una ciudad real, pero los condes de Blois querían imponer su influencia, ya que era el vínculo entre los condados de Blois, Chartres y Tours por un lado, y con sus dominios de Sancerrois por el otro. El rey Roberto II de Francia, llamado el Piadoso, sin embargo, impuso su propio candidato, Thierry II de Orleans, para gran furor de Oury. En la consagración de Thierry por Liéry, arzobispo de Sens, irrumpió en la iglesia, perturbó los oficios y manifestó en voz alta su insatisfacción por haber sido descartado de la sede que codiciaba. Más tarde atacó al obispo (del que también era pariente), lo hizo caer de su caballo y lo insultó.
También contó con el apoyo del obispo de Chartres, Fulberto, del que aumentó religiosamente la mayoría de los territorios controlados por Odón. Solicitado por algunos canónigos opuestos a la decisión real, protestó contra una elección que juzgó arrancada por la fuerza y «se negó a asistir a la coronación de Thierry, que procedió el arzobispo de Sens, Liéry, reconocidos contrario a la política real». Algún tiempo después, sin embargo, eligió calmar el juego y disuadió a Oury de apelar al Papa.
Diez años más tarde, la herejía de Orleans demostró que estos conflictos no se habían extinguido realmente. Por lo tanto, los acontecimientos de diciembre de 1022 desembocaron en el resultado opuesto de 1013: a Thierry le sucedió Oury. También fue este último quien desenterró y arrojó a la calle el cuerpo del antiguo chantre, Deodatus, probablemente su antiguo oponente, venganzas póstumas que podrían sugerir que "el escándalo de 1022 era esperado hacía mucho tiempo y que fue provocado deliberadamente.
El hecho de que fue Oury quien se sentó en el sínodo de diciembre de 1022 como obispo de Orleans y no Thierry, muestra, según Robert-Henri Bautier, que la asamblea comenzó por deponer a Thierry y lo reemplazó inmediatamente por Oury. Esto es consistente con otra fuente que indica que Thierry estaba de camino a Roma, presumiblemente para defender su caso con el papa Benedicto VIII, cuando murió abruptamente en el camino el 27 de enero de 1023. Sin  que esto redimiera a los canónigos incriminados por sus desviaciones doctrinales, parece que la expulsión de Thierry de la sede episcopal en Orleans fue uno de los principales problemas en el caso, y probablemente el objetivo principal de algunos de sus protagonistas, incluido Oury.
Su hermano Isembart de Broyes lo sucedió en su muerte.